# Герман VI Баденський
Ге́рман VI (нім. Hermann VI; бл. 1225 — 4 жовтня 1250) — маркграф Баденський (1243—1250), герцог Австрійський (1248—1250). Представник династії Церінгенів. Син баденського маркграфа Германа V. Учасник Війни за австрійську спадщину (1248—1250). Зайняв австрійський престол завдяки підтримці папи римського Іннокентія IV та шлюбові із австрійською герцогинею Гертрудою, представницею Бабенберзького дому. Батько баденського маркграфа Фрідріха I.

## Імена
- Герман VI Баденський — за титулом країни.
- Герман Австрійський — за титулом дружини.

## Біографія
Герман VI був сином Германа V, маркграфа Бадена, й Ірменгарди Вельф, дочки Генріха V, пфальцграфа Рейнського. Після смерті батька Герман VI і його молодший брат Рудольф I розділили владу у Бадені. Але 1248 року за підтримки папи Інокентія IV було організовано шлюб Германа й герцогині Гертруди Бабенберг, спадкоємиці Австрії та Штирії. Герман VI поїхав до Відня, лишивши свої родові володіння брату.
Правління Германа в Австрії було невдалим. Австрійське дворянство й городяни не надали йому підтримки. Герману довелось шукати притулку у баварського герцога. Владу в Австрії оскаржували прихильники імператора та прибічники Маргарити Бабенберг, тітки Гертруди. В жовтні 1250 року Герман VI помер, лишивши по собі однорічного сина Фрідріха.

## Родина
Дружина (з 1248) — Гертруда Бабенберзька
Діти:
- Фрідріх I (1250—1268) — маркграф Бадена, герцог Австрії та Штирії (1250—1251)
- Агнеса (1250—1295) — одружена (1265) з Ульріхом III, герцогом Каринтії, другим шлюбом (1270) з Ульріхом III, графом Хойнбург

## Титул
- З печатки: лат. Dei Gracia, Dux Austrie (милістю Божою, герцог Австрії)